# 桂新堂
桂新堂（けいしんどう）は、名古屋市熱田区金山町に本店を置くえびせんべい製造販売業者。名古屋においては坂角総本舗と並び立つ知名度があるとされる。

## 社名の由来
- 創業者親子の名前である慶助・新吉の頭文字を採ったものであるという[2]。

## 沿革
- 1866年（慶應2年） - 創業者である光田慶助が、尾張国知多郡大野湊においてえびせんべい製造を開始する[1]。
- 1959年（昭和34年） - 合資会社桂新堂を設立する[1]。
- 1963年（昭和38年） - 株式会社桂新堂のえびせんべいに改組する[1]。
- 1995年（平成7年） - 本店リニューアルオープンに伴い、社名を株式会社桂新堂と改める[1]。
- 1997年（平成9年） - 桂新堂株式会社と改称[1]。